# Paul Wolfowitz
Paul Dundes Wolfowitz (ur. 22 grudnia 1943 w Nowym Jorku) – amerykański polityk, wiceminister obrony Stanów Zjednoczonych, były prezes Banku Światowego (2005–2007).

## Życiorys
Był drugim dzieckiem profesora Jacoba Wolfowitza i Lillian Dundes (polskich Żydów).
Paul Wolfowitz był wykładowcą na Uniwersytecie Yale (jednym z jego studentów był Lewis Libby, późniejszy bliski współpracownik polityczny, którego wtedy poznał). Jest neokonserwatystą znanym ze swoich jastrzębich poglądów oraz gorącym zwolennikiem proizraelskiego nastawienia polityki amerykańskiej. Stał się jednym z głównych architektów wojny w Iraku.
Od 1 czerwca 2005 piastował stanowisko prezesa Banku Światowego. 17 maja 2007 podał się do dymisji, gdy wewnętrzna komisja etyki uznała, że Wolfowitz postąpił nieetycznie, przyznając awans i podwyżkę swojej kochance. 25 czerwca Zarząd Banku Światowego zatwierdził na prezesa jedynego kandydata, Roberta Zoellicka. Objął on urząd 1 lipca.

## Doktryna Wolfowitza
„Doktryna Wolfowitza” to nieoficjalna nazwa nadana dokumentowi Defense Planning Guidance z 1992, którego autorami byli Wolfowitz i Libby. Dokument w zamierzeniu nie miał być upubliczniany, ale przedostał się do The New York Times i po opublikowaniu przez tę gazetę jego założeń 8 marca 1992 stał się przedmiotem publicznych kontrowersji.
Choć administracja amerykańska odcinała się od niego, istnieje pogląd, że jest on fundamentem doktryny Busha. Dokument zaleca prowadzenie agresywnej, jednostronnej polityki zagranicznej, włącznie z wojnami prewencyjnymi. Celem takiej polityki miało być zachowanie mocarstwowości przez Stany Zjednoczone.
W 2018 filmie Vice, w reżyserii Adama McKaya, w postać Wolfowitza wcielił się Eddie Marsan.

## Odznaczenia
- Krzyż Komandorski Orderu Gwiazdy Rumunii (Rumunia, 2003)[7]
- Wielki Łańcuch Orderu Błyszczącej Gwiazdy (Republika Chińska, 2023)[8]